# Râul Almășeni
Râul Almășeni este un curs de apă, afluent al râului Iara. 